# 이택수
이택수는 대한민국의 여론조사 전문가이다.

## 학력
- 1976 ~ 1982 : 서울영신초등학교
- 1982 ~ 1985 : 윤중중학교
- 1985 ~ 1988 : 장훈고등학교
- 1988 ~ 1992 : 연세대학교 철학 학사
- 1992 ~ 1995 : 연세대학교 대학원 신문방송학 석사

## 경력
- 1995년 ~ 1999년 :연세대학교 사회과학연구소 연구원
- 1997년 : 한국사회개발연구소 객원연구원
- 2000년 ~ 2005년 : 디지털랩 대표이사
- 2003년 ~ 2003년 : CJ인터넷 사외이사
- 2005년 7월 ~ : 리얼미터 대표이사
- 2011년 9월 : 한국정치조사협회 상임이사
- 2012년 1월 ~ 2019년 8월 : 제천국제음악영화제 집행위원
- 2014년 3월 ~ 2016년 2월 : 중앙선거관리위원회 중앙선거여론조사공정심의위원회 위원
- 서울특별시의회 정책위원회 교육보건복지연구 소위원회 위원
- 한국정치조사협회 회장